# Mesochorus hortensis
Mesochorus hortensis là một loài tò vò trong họ Ichneumonidae.